# Gualtiero Driussi
Gualtiero Driussi (Trieste, 18 ottobre 1920 – Udine, 24 marzo 1996) è stato un sindacalista e politico italiano.

## Biografia
Fondatore della sezione di Udine della CISL e deputato della Democrazia Cristiana nella I e nella II legislatura della Repubblica Italiana, restando in carica fino al 1958.
Fu anche presidente dell'IACP di Udine e del Mediocredito del Friuli.